# Faculté des sciences et techniques de Mohammedia
La Faculté des Sciences et Techniques de Mohammedia est l'une des facultés des Sciences et Techniques (FST) qui se situe au nord de Mohammedia, elle fut inaugurée le 7 juillet 1994..
 (janvier 2022).

## Missions
La mission de la FST Mohammedia s’articule autour de l’étudiant, quel que soit le cycle, licence, ingénieur, Master ou Doctorat. Il est au cœur du système pour que les actions entreprises aient un impact direct sur lui. En matière de formation, un programme d’accompagnement de la réflexion sur les filières, le Programme Action Formation (PAF), a été réalisé par l’interaction de l’université avec le milieu socio-économique. L’objectif étant de répondre aux besoins du pays tout en cherchant à augmenter l’employabilité et l’insertion des lauréats par l’élargissement de l’utilisation d’outils techniques et technologiques modernes. Il s’agit d’offrir aux étudiants un enseignement répondant à leur choix de formation tout en leur assurant un soutien tout au long de leur parcours et en les préparant à réussir leur insertion dans la vie professionnelle. Pour ce faire, il est nécessaire de valoriser le statut social des étudiants, leur reconnaitre des droits et leur donner les moyens d’être des acteurs à part entière dans la vie de l’établissement. Dans cet esprit, une attention particulière est accordée à l’accueil, à l’information et à l’orientation. De même, la FSTM œuvre régulièrement pour ne pas omettre de reconnaître les efforts des étudiants en émulant l’excellence.
Concernant la recherche scientifique, le programme de structuration des laboratoires et de la création en centres fédérateurs thématiques ont constitué un chantier d’une grande envergure, qui a permis un regroupement des compétences autour de thématiques d’actualités innovatrices. À la FSTM, il y a 13 Laboratoires accrédités.
La culture et le sport ne sont pas du reste dans la mission de la FST Mohammedia. Ce sont deux piliers dans l’émancipation de l’étudiant pour former une personnalité ouverte, équilibrée et responsable. Les étudiants sont associés à différents événements organisés par l’établissement tel que la journée des lauréats, l’accueil des nouveaux inscrits où ils ont démontré une grande capacité d’organisation. La Commission des affaires culturelles, sportives et sociales émanant du Conseil de l’Etablissement, soutient avec vigueur les activités proposées par les étudiants, qui les conçoivent sous forme de projet et les réalisent avec l’aide et le soutien de l’établissement et de l'Association des Etudiants de la FSTM. Les étudiants sont souvent appelés à travailler en groupe pour faire le montage de leurs projets commençant par l’identification des besoins, des objectifs et des démarches à suivre jusqu’à l’élaboration de dossiers de soutien et la médiatisation des événements. L’Association des étudiants de la FSTM (AEFSTM) crée en 2013, a consolidé les liens entre les étudiants, a stimulé leur curiosité et développé leur sociabilité. Plusieurs clubs existent en son sein, particulièrement les clubs de musique, beaux arts et théâtre, Amitié Africaine, Enactus, IT, Santé, Sport, ...
En outre, la faculté veille à maintenir son ouverture en offrant aux étudiants étrangers, non seulement, de participer aux côtés de leurs collègues marocains, mais aussi de réaliser leurs propres activités (plusieurs journées nationales de différents pays ou confédérations ont été abritées par la FSTM).
Le corps enseignants, personnel administratif et technique et étudiants, sont toujours impliqués dans la vie de l’établissement.
La FST Mohammedia établit divers partenariats avec les entreprises de la région, des collaborations et des programmes de recherche aux profits mutuels.

## Établissement

### Départements
- Biologie
- Chimie
- Génie Electrique
- Génie des Procédés et Environnement
- Informatique
- Mathématiques
- Physique
- Techniques d’Expression et de Communication.

### Laboratoires de Recherche Accrédités
- Laboratoire d’Intelligence Machine (LIM)

Équipe de Recherches :
1. eXplained Intelligent Methods and Systems
2. Valorisation des Données et Optimisation des Systèmes
3. Advanced Smart Systems
4. Innovative Open Systems
5. Learning & Data Science

- Chimie-Physique et Biotechnologies des Biomolécules et des Matériaux (LCP2BM)

Équipe de Recherches :
- Laboratory of Mathematics, Computer Science and Applications (LMCSA)

Équipe de Recherches :
1. Analyse Fonctionnelle, Mathématiques Discrètes, Algèbre et Statistique
2. Informatique, Intelligence Artificielle et Big Data
3. Modèles Mathématiques, Analyse et Simulation Numérique.
4. Modélisation Déterministe et Stochastique et Simulations Numériques

- Laboratoire des Matériaux, Membranes et Environnement

Équipe de Recherches :
1. Membranes et Procédés Membranaires
2. Matériaux et valorisation des ressources naturelles
3. Chimie Analytique, Matériaux pour l’Energie et l’Environnement

- Laboratoire Matériaux, Catalyse et Valorisation des Ressources Naturelles (LMCVRN)

Équipe de Recherches :
- Laboratoire des sciences de l’ingénieur & Biosciences (LSIB)

Équipe de Recherches :
1. Biosciences Exploration Fonctionnelle Intégrée et Moléculaire
2. Génie électrique, énergétique, Génie civil & Physique médicale
3. Automatique, théories de l’information et de la communication & microsystèmes

- Laboratoire de Virologie, Oncologie, Biosciences, Environnement et Energies Nouvelles (LVO BEEN)
- Laboratoire Nanostructures et Matériaux Avancés, Mécanique et Thermofluide (LNMAMT)

Équipe de Recherches :
1. Physique de la Matière et Nanostructures, Mécanique et Energétique
2. Thermofluide et Simulation Numérique
3. Matériaux Avancés pour l’Energie, l’Optoélectronique et l’Optique non Linéaire

- Laboratoire d’électronique, Energie, Automatique & traitement de l’information (LEEA&TI)
- Laboratoire Génie des procédés et environnement (LGPE)

Équipe de Recherches :
1. Analyses Chimiques et Biocapteurs
2. Génie des Procédés et Qualité
3. Sciences des Matériaux et Méthodologie de la Recherche
4. Eau, Environnement et Changement Climatique
5. Eau, Sol et Environnement
6. Hydro-informatique, Géo-information et Géosciences

- Laboratoire de Mathématiques, Cryptographie, Mécanique et analyse Numérique (LMCMAN)
- Laboratoire Biochimie, environnement et agroalimentaire (LBEA)
- Laboratoire Matériaux, Energie et Contrôle Système

## Formation

### Licences Sciences et Techniques (LST)
- Génie Electrique et Informatique Industrielle (GEII)
- Génie mécanique (GM)
- Génie des Télécommunications (GT)
- Informatique, Réseaux et Multimédia (IRM)
- Mathématiques Appliquées (MA)
- Physique Appliquée (PA)
- Analyse Biologique et Contrôle Qualité (ABCQ)
- Chimie Appliquée (CA)
- Génie de l’Eau et de l’Environnement (GEE)
- Technologies Biomédicales (TB)
- Techniques d’Analyse et Contrôle de Qualité (TACQ)

### Masters en Sciences et Techniques (MST)
- Management de la Qualité et Sécurité des Aliments (MQSA)
- Microbiologie Appliquée et Génie-Biologique (MAGBio)
- Ingénierie des Systèmes Embarqués, Réseaux et Télécommunications (ISERT)
- Physico Chimie et Analyse des Matériaux (PCAM)
- Sciences et Gestion de l'Environnement (SGE)
- Ingénierie et Physique des Matériaux Avancés (IPMA)
- Management de la Qualité, de la Sécurité et de l’Environnement (MQSE)

### Filières Ingénieur d'Etat (FI)
- Génie des Procédés et d'Environnement (GPE) 
  - Option 1 : Génie des Procédés et Industriels (GPI)
  - Option 2 : Génie de l'Eau et de l’Environnement (GEE)
- Génie Eléctrique et Télécommunications (GET)
- Génie Energétique (GE)
- Génie Mathématiques et Informatique (GMI)
- Ingénierie Logicielle et Intégration des Systèmes Informatiques (ILISI)
  - Option 1: Sciences de l’Intelligence Logicielle (SIL)
  - Option 2: Sciences de l’Intelligence des Données (SID)